# روسيو موناستيريو
روسيو موناستيريو سان مارتين (بالإسبانية: Rocío Monasterio San Martín)، ( ولدت 4 فبراير 1974)  هي سيدة أعمال ومهندسة وسياسية من أصل إسباني ونائبة في مجلس مدريد. و رئيسة فوكس في مجتمع مدريد.